# Tighnabruaich
Tighnabruaich är en ort i Storbritannien.   Den ligger i kommunen Argyll and Bute och riksdelen Skottland, i den nordvästra delen av landet, 600 km nordväst om huvudstaden London. Tighnabruaich ligger 3 meter över havet och antalet invånare är 603.
Terrängen runt Tighnabruaich är huvudsakligen kuperad, men åt sydväst är den platt. Tighnabruaich ligger nere i en dal. Runt Tighnabruaich är det ganska glesbefolkat, med 43 invånare per kvadratkilometer. Trakten runt Tighnabruaich består i huvudsak av gräsmarker.